# 戸部智弘
戸部 智弘 （とべ ともひろ）は、日本の総理府技官。元北海道開発事務次官。

## 人物・経歴
1958年国家公務員採用上級試験合格。1959年北海道大学工学部卒業。北海道開発庁北海道開発局建設部道路計画課長を経て、1986年北海道開発庁北海道開発局小樽開発建設部長。1988年北海道開発庁北海道開発局長官房官房次長。1989年北海道開発庁北海道開発局建設部長。1990年北海道開発庁北海道開発局長。1992年北海道開発事務次官。退官後、北海道建設業信用保証代表取締役社長。